# Bobolo
Pour les articles homonymes, voir Bâton de manioc.

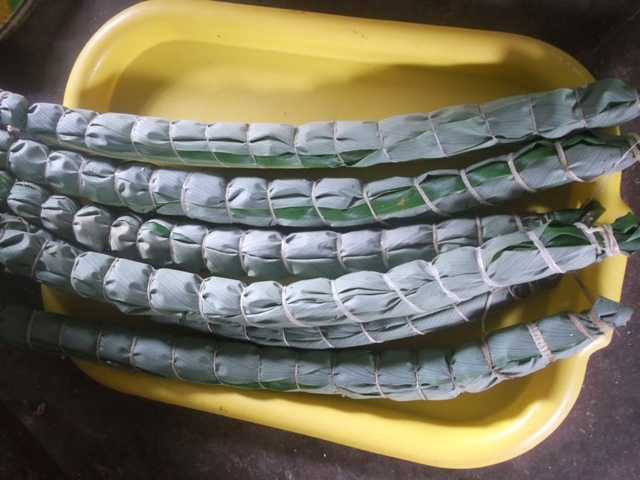
Bâton de manioc à la camerounaise.

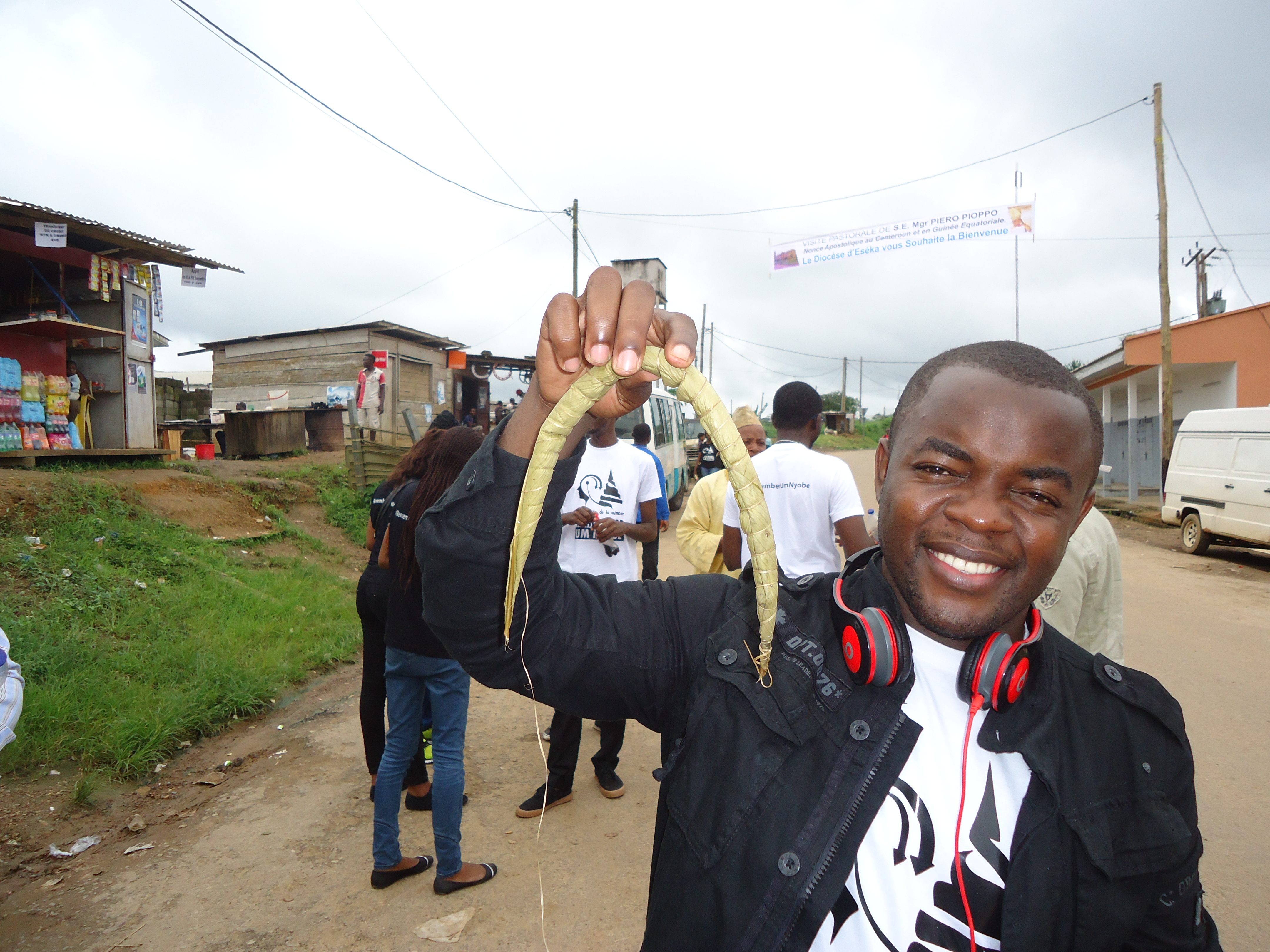
Jeune homme avec un bâton de manioc à Éséka.

Le bobolo ou bâton de manioc est un mets camerounais plus précisément Ewondo (Beti) à base de manioc, pilé et fermenté, enveloppé dans une longue feuille pour une forme de mince cylindre, le tout cuit à la vapeur.